# معاملة المثليين في فانواتو
يواجه الأشخاص من المثليين والمثليات ومزدوجي التوجه الجنسي والمتحولين جنسياً (اختصاراً: LGBT) في فانواتو تحديات قانونية لا يواجهها غيرهم من المغايرين جنسيا.
أصبحت المثلية الجنسية قانونية منذ عام 2007، لكن المنازل التي يعيش فيها الشركاء المثليون غير مؤهلة للحصول على نفس الحماية القانونية المتاحة للأزواج المغايرين، حيث لايسمح بزواج المثليين ولا بالاتحادات المدنية لا تملك البلاد أي قوانين تحمي الأشخاص المثليين من التمييز إلا انها تمنع بعض التمييز على أساس التوجه الجنسي في الخدمات التعليمية.
في عام 2011، وقعت فانواتو البيان المشترك بشأن إنهاء أعمال العنف وانتهاكات حقوق الإنسان ذات الصلة القائمة على التوجه الجنسي والهوية الجندرية في الأمم المتحدة، الذي يدين العنف والتمييز ضد المثليين.
مؤسسة فيبرايد VPride Foundation هي مجموعة لحقوق الإنسان في فانواتو تدافع عن حقوق المثليين، حرية التعبير وحرية الدين. نظمت المجموعة العديد من الفعاليات لرفع مستوى الوعي بمجتمع المثليين في فانواتو. وقد حضر بعض هذه الأحداث مسؤولون حكوميون.

## قانونية النشاط الجنسي المثلي
يعتبر النشاط الجنسي المثلي قانونيا في فانواتو. منذ عام 2007، أصبح السن القانزنية للعلاقات الجنسية متساوياً، بغض النظر عن الجندر أو التوجه الجنسي.

## الاعتراف القانوني بالعلاقات المثلية
لا تعترف فانواتو قانونيا بالعلاقات المثلية بأي شكل من الأشكال.
في أكتوبر/تشرين الأول 2013، أصدر وزير الداخلية تحذيراً، قال فيه إنه لا يُسمح للقساوسة بعقد زواج المثليين.

## الحماية من التمييز
لا توجد حماية قانونية ضد جميع أشكال التمييز على أساس التوجه الجنسي أو الهوية الجندرية.
لا يوجد حظر عام للتمييز في التوظيف على أساس التوجه الجنسي في فانواتو. ومع ذلك، ينص القسم 18-2 (و) من «قانون الخدمات التعليمية 2013» على التزام لجنة فانواتو للخدمات التعليمية بعدم التمييز في التوظيف والترقية والتطوير المهني والنقل وجميع الجوانب الأخرى لإدارة موظفيها على أساس «التفضيل الجنسي».

## الظروف الاجتماعية
فانواتو بلد محافظ اجتماعياً. ينصح المسافرون المثليون والمثليات (والمواطنون) بتجنب مظاهر الود العلنية بين الشركاء. لا يوجد حضور نشط للمثليين في فانواتو.
تم الاحتفال باليوم العالمي لمناهضة رهاب المثلية ورهاب ازدواجية التوجه الجنسي ورهاب التحول الجنسي لأول مرة في فانواتو في عام 2016. وقد نظمت منظمة فيبرايد هذا الحدث. في أكتوبر/تشرين الأول 2016، عقدت المنظمة، في ارتباط مع مجموعات حقوق الإنسان الأخرى، ورشة عمل حول حقوق المثليين وحقوق المرأة. وحضر وزير الصحة هذا الحدث وناقش قضايا مثل تحسين فرص الوصول إلى الرعاية الصحية للأشخاص المصابين بفيروس نقص المناعة البشرية/الإيدز.

## ملخص
| قانونية النشاط الجنسي المثلي                                                             | منذ عام 2007)                                    |
| المساواة في السن القانوني للنشاط الجنسي                                                  | (منذ عام 2007)                                   |
| قوانين مكافحة التمييز في التوظيف                                                         | (منذ عام 2013، بعض الحماية)                      |
| قوانين مكافحة التمييز في توفير السلع والخدمات                                            | No                                               |
| قوانين مكافحة التمييز في جميع المجالات الأخرى (تتضمن التمييز غير المباشر، خطاب الكراهية) | No                                               |
| قوانين جرائم الكراهية تشمل التوجه الجنسي والهوية الجندرية                                | No                                               |
| زواج المثليين                                                                            | No                                               |
| الاعتراف القانوني بالعلاقات المثلية                                                      | No                                               |
| تبني أحد الشريكين للطفل البيولوجي للشريك الآخر                                           | No                                               |
| التبني المشترك للأزواج المثليين                                                          | No                                               |
| يسمح للمثليين والمثليات ومزدوجي التوجه الجنسي بالخدمة علناً في القوات المسلحة             |                                                  |
| الحق بتغيير الجنس القانوني                                                               | No                                               |
| علاج التحويل محظور على القاصرين                                                          | No                                               |
| الحصول على أطفال أنابيب للمثليات                                                         | No                                               |
| الأمومة التلقائية للطفل بعد الولادة                                                      | No                                               |
| تأجير الأرحام التجاري للأزواج المثليين من الذكور                                         | (محظور لجميع الأزواج بغض النظر عن التوجه الجنسي) |
| السماح للرجال الذين مارسوا الجنس الشرجي بالتبرع بالدم                                    | No                                               |